# Ignacio Sarabia Díaz
Ignacio Sarabia Díaz (* 15. Juli 1983 in Mexiko-Stadt) ist ein mexikanischer Radrennfahrer.
Sarabia Díaz wurde im Straßenradsport im Jahr 2009 mexikanischer Meister im Einzelzeitfahren und 2014 im Straßenrennen. In diesen Disziplinen gewann er 2013 bei den Panamerikameisterschaften 2013 jeweils die Silbermedaille. Bei der Vuelta Mexico wurde er 2010 und 2015 jeweils Etappensieger. Ein weiterer Tagessieg in einem internationalen Etappenrennen gelang ihm bei der Tour de Guadeloupe 2019.
Im Bahnradsport gewann er von 2014 bis 2019 insgesamt sechs mexikanische Meistertitel in den Disziplinen Mannschaftsverfolgung, Punktefahren und Madison. 2018 gewann er das Punktefahren bei den Zentralamerika- und Karibikspielen. Bei den Panamerikameisterschaften 2019 gewann er den Madisonwettbewerb mit Ignacio de Jesús Prado.

## Erfolge

### Straße
2009
- Mexikanischer Meister – Einzelzeitfahren

2010
- zwei Etappen Vuelta Mexico

2013
- Panamerikameisterschaft – Einzelzeitfahren
- Panamerikameisterschaft – Straßenrennen

2014
- Mexikanischer Meister – Straßenrennen

2015
- eine Etappe Vuelta Mexico

2018
- eine Etappe Tour de la Guadeloupe

### Bahn
2014
- Mexikanischer Meister – Mannschaftsverfolgung (mit José Ramón Aguirre, Luis Macías und Diego Yépez)
- Mexikanischer Meister – Punktefahren

2017
- Mexikanischer Meister – Mannschaftsverfolgung (mit José Ramon Aguirre,  Juan Antonio Aguirre  und Carlos Cuervo)
- Mexikanischer Meister – Punktefahren
- Mexikanischer Meister – Madison (mit José Alfredo Aguirre)

2019
- Panamerikameister – Madison (mit Ignacio de Jesús Prado)
- Mexikanischer Meister – Punktefahren